# Annezay
Annezay é uma comuna francesa na região administrativa da Nova Aquitânia, no departamento de Charente-Maritime. Estende-se por uma área de 7,43 km². Em 2010 a comuna tinha 161 habitantes (densidade: 21,7 hab./km²).